# نظام عد سداسي
نظام العد السداسي (بالإنجليزية: Hexagonal numeral system) هو نظام عد ذو رقم أساس 6, ويسمى هذا النظام عدد سداسي وهي من الأنظمة الخاصة أي أنها ليست شائعة في  استخدامها كثيراً في أنظمة العد لتحويلها إلى نظام عد آخر

## أمثلة تطبيقية
- 5 + 1 = 10
- 50 + 10 = 100
- 30 + 30 = 100